# Daniel Meisner

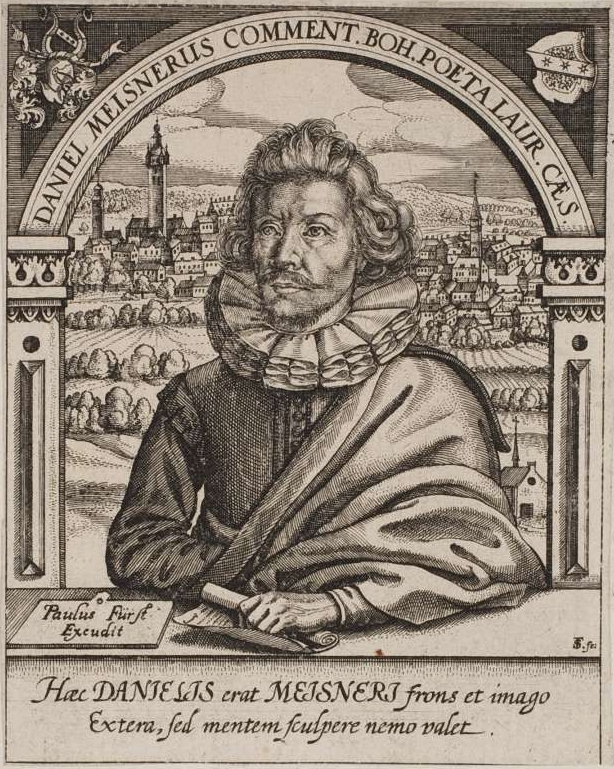

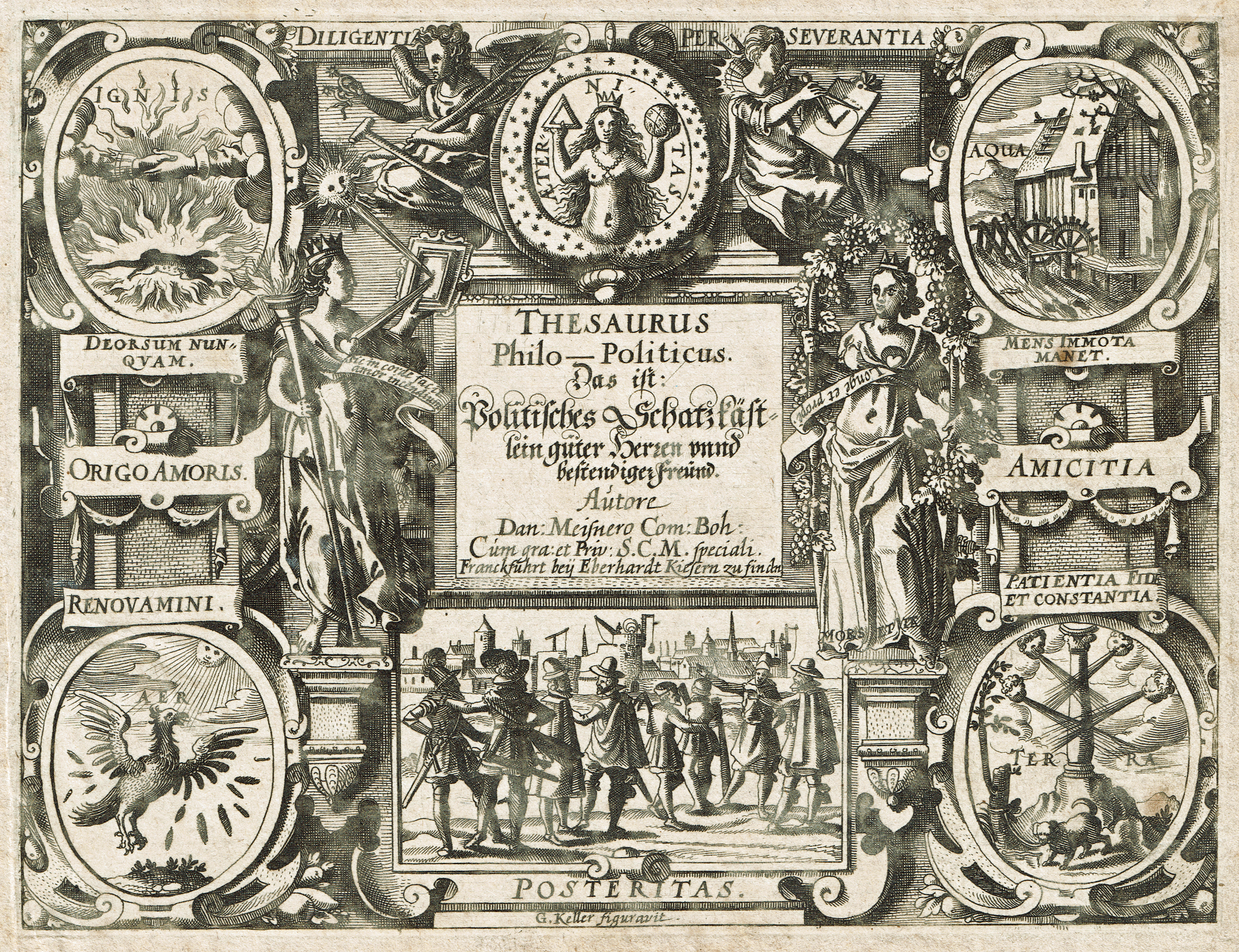
Daniel Meisner, Thesaurus Philopoliticus, 1. Heft des 1. Buchs: Titelseite (1623)

Daniel Meisner (* 1585 in Komotau, Böhmen; † 11. März 1625S. 85 in Frankfurt am Main; auch Meissner und Meißner geschrieben) war ein deutscher Dichter (vermutlich auch ein Kupferstecher, wie manchmal beschrieben) und Co-Autor des Thesaurus philopoliticus, genannt auch Politisches Schatzkästlein, einer berühmten Serie von Stichen mit Stadtlandschaften.

## Leben
Daniel Meisner wurde 1585 in der böhmischen Stadt Komotau am Fuße des Erzgebirges geboren. Zu einem nicht bekannten Zeitpunkt zog er nach Frankfurt am Main und ließ sich (wie damals alle Neubürger) im Stadtteil Sachsenhausen nieder. 1619 wurde dort sein Sohn David geboren, der noch im Kindesalter starb.
Meisners Haupttätigkeit ist nicht überliefert. Einige Quellen erwähnen ihn als Dichter, aber es ist nicht sicher, ob er von dieser Tätigkeit den Lebensunterhalt für sich und seine Familie bestreiten konnte. Er trug den stolzen Titel eines Poeta Laureatus Caesareus. Hinweise geben auch andere bekannte Buchveröffentlichungen wie das im Literaturabschnitt erwähnte Chymische Lustgartlein, wo er neben Daniel Stolcius als Nebenautor erwähnt wird, da er das ursprünglich in Latein verfasste Werk in eine deutsche Ausgabe übertrug.
Es sind mehrere Stiche von Zeitgenossen erhalten, die Verse von ihm tragen.
Aus dem Erscheinen seines Namens auf den Drucken schlossen Einige fälschlich, dass er auch die Kupferstiche verfertigt hatte.
Meisner ist vor allem bekannt als Initiator und (Mit-)Herausgeber des Thesaurus philopoliticus oder Politisches Schatzkästlein, einer Serie von 830 Kupferstichen mit Stadtlandschaften und moralisierenden Sinnsprüchen in lateinischer und deutscher Sprache (Embleme).
Auf vierundzwanzig Drucken sind belgische Städte abgebildet, fünfzig von ihnen betreffen niederländische Städte. Meisner starb am 11. März 1625, als gerade der 5. Teil (das 5. Heft) des 1. Buchs seines Thesaurus philopoliticus erschienen warS. 85.

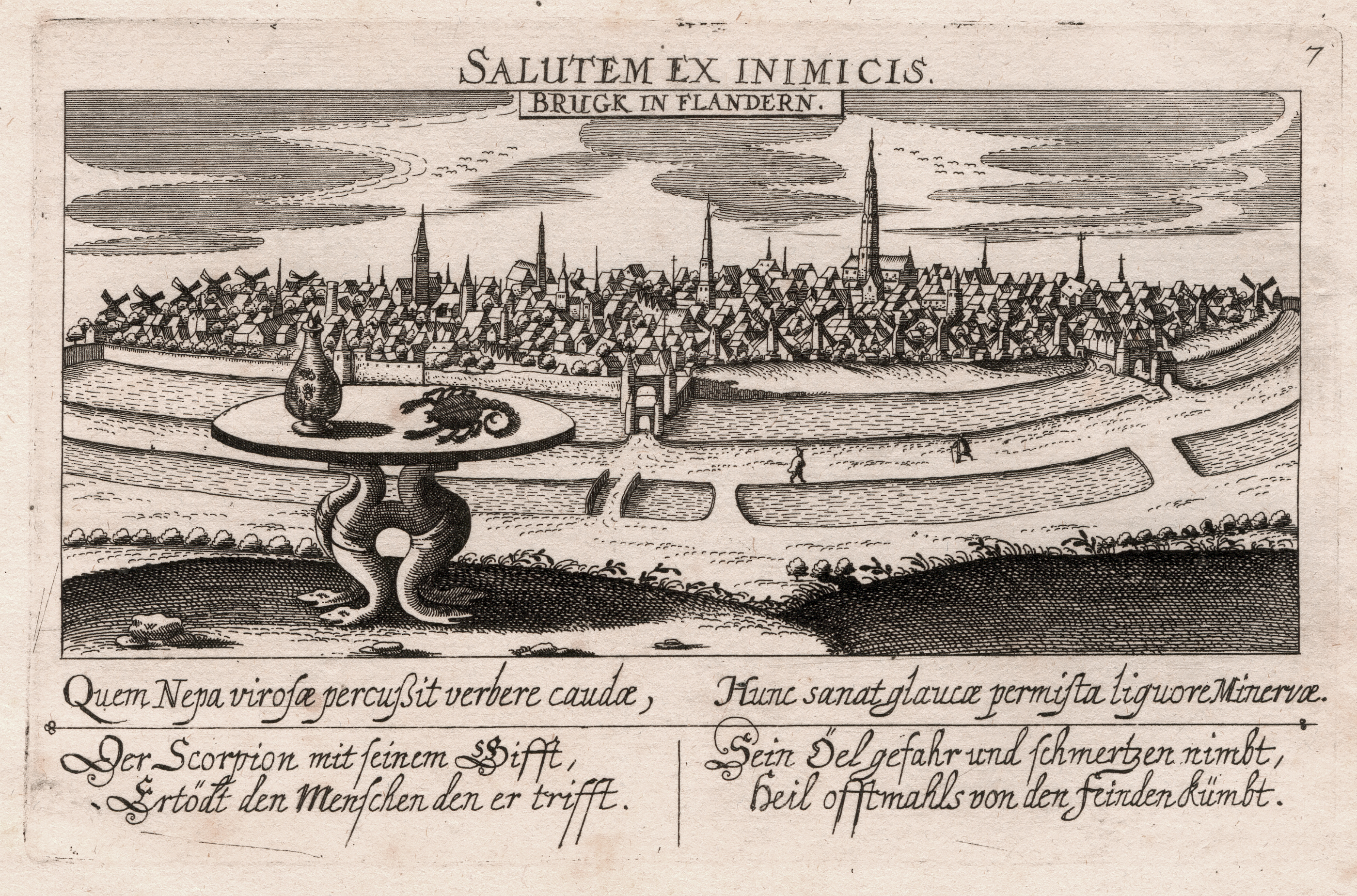
Stadtansicht von Brügge, einer von 830 Drucken aus dem Thesaurus Philopoliticus von Daniel Meisner

In den Widmungen zu den ersten Heften bezeichnet sich Meisner selbst als Autor, Inventor, Poeta Laureatus Coronatus, Verleger, Herausgeber und Stecher. Auf den lateinischen Ausgaben erscheint dann der Frankfurter Kunstverleger und Kupferstecher Eberhard Kieser. Meisner war ein zumindest in der Anfangszeit in bescheidenen Verhältnissen lebender Beisass, also ein Inwohner ohne volles Bürgerrecht. Seine dichterische Begabung zeigte er etwa 1619/1620 den Reimen auf einer Folge westdeutscher Orts- und Burgenansichten, die Matthäus Merian zugeschrieben werden. Später trat er in die Dienste Eberhard Kiesers als Verfasser der Verse und Sinnsprüche.